# Devozione dei Bianchi
La Devozione dei Bianchi (detto anche Movimento dei Bianchi o Penitenza dei Bianchi o Movimento dei penitenti Bianchi o Moto dei Bianchi o Bianchi battuti o semplicemente Bianchi) è stato un movimento di devozione popolare, attivo nel Nord e Centro Italia negli ultimi mesi del 1399. È stato definito "l’ultimo grande fenomeno religioso collettivo del medioevo" .

## Storia

### Origini e miti della nascita del movimento
Pace, pace, signor pio,
Non guardare il nostro errore.
Misericordia andian gridando,
Misericordia non sia im bando,
Misericordia Idio chiamando,
Misericordia al pecchatore.»
(Giovanni Sercambi, Le croniche di Giovanni Sercambi )
Il movimento nacque alla fine del XIV principalmente a causa di un clima europeo molto travagliato, dove si sviluppò prima la lotta interna al papato che aveva portato dal 1307 al 1377 alla Cattività Avignonese, contemporaneamente alle diverse guerre e guerricciole che si susseguivano in Italia tra i diversi stati e tra fazioni contrapposte nelle città, infine provocò lo Scisma di Occidente. I suoi aderenti chiedevano a gran voce "misericordia e pace", distinguendosi per delle grandi processioni di penitenza, fustigandosi e portando in processione il crocifisso.
Il movimento fu l'ultimo dei cosiddetti moti penitenziali, che si susseguirono a fasi alterne in Europa durante tutto l'arco del Medioevo, le cui richieste di massima erano accomunate dall'invocare il perdono a Dio e la remissione dei peccati dell'umanità, soprattutto a fronte di eventi catastrofici naturali come terremoti, carestie, le continue epidemie di peste o anche guerre e destabilizzazioni politiche.
I miti fondanti di questo movimento sono tipici del filone pauperistico medievale, e si riferiscono ad apparizioni di Cristo e della Madonna a contadini e bambini, ai quali le figure divine chiedevano di smettere di guerreggiare e vivere in pace tra gli uomini. I luoghi delle apparizioni sono quasi tutti lontani rispetto a quelli dove il movimento si è sviluppato (Bretagna e Scozia), anche se sono state registrate in diverse cronache italiane apparizioni dello stesso tenore.
L'evento comune alle diverse leggende è il "Miracolo dei tre pani", che in Italia avvenne a Valverde di Rezzato, in provincia di Brescia: Cristo apparve a un contadino al lavoro nei campi e gli ordinò di gettare il suo pasto, composto da tre panini, in uno stagno lì vicino. Il contadino mentre stava per gettare il pane ebbe una seconda apparizione, questa volta della Madonna, che gli spiegò che i tre panini rappresentavano guerra, fame e peste: buttarli tutti e tre nello stagno avrebbe portato queste sciagure in tutte le terre intorno. Il contadino tornò sui suoi passi per chiedere consiglio a Cristo, che lo rassicurò che doveva buttare solo uno dei tre panini, quello della peste, mentre gli altri due castighi divini erano stati condonati dall'intercessione della Madonna. La Vergine indicò al contadino, dopo che ebbe compiuto il gesto, di andare in paese e raccontare a tutti quello che aveva visto, e ammonire tutti di vivere una vita senza più peccati. Il racconto del contadino fece affluire sempre più persone nel paesino, fino a che non si formarono spontaneamente delle processioni religiose.

Un secondo mito fondativo, diffusosi in realtà dopo l'inizio stesso del movimento, ma diventato famoso e paradigmatico a tal punto da essere stato riprodotto con affreschi, laude e gonfaloni in diverse città d'Italia, è quello del miracolo della Madonna dell'oliva (o dell'ulivo), avvenuto nel settembre-ottobre 1399 ad Assisi. Secondo questa leggenda, circa un mese dopo il primo passaggio di un corteo di Bianchi nella città di San Francesco, la Madonna sarebbe apparsa a un bambino, indicandogli di esortare tutta la popolazione a seguire il movimento e unirsi anche loro in una processione di penitenza.

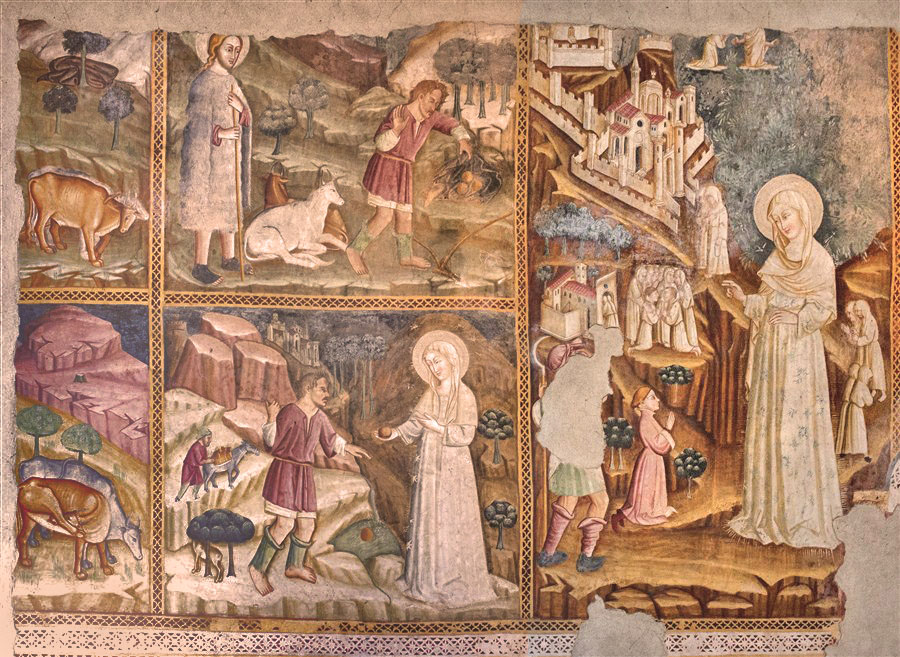
Miracolo dei tre pani e Apparizione della Madonna dell’ulivo.

### Sviluppo del movimento
Le prime notizie certe sulla nascita del movimento lo collocano nella città di Chieri, in Piemonte. Un primo corteo, senza una guida spirituale definita, si formò in quella città e vagò per la regione fino a sconfinare in Liguria, raggiungendo Genova e riversandosi nella città. Il movimento venne canalizzato dalle autorità cittadine, decise a dare un ordine alla folla turbolenta per evitare problemi di ordine pubblico all'interno delle mura cittadine, e per definire una presenza politica e religiosa stabile .
Le processioni successivamente seguirono un percorso più definito: dalla durata di nove giorni, si spostavano di città in città cercando nuovi aderenti, fino a raggiungere Roma. Il movimento era tuttavia troppo largo ed eterogeneo per essere diretto da una sola persona, motivo per cui le cronache parlano di diversi cortei di Bianchi, guidati da figure religiose più o meno note. Dopo il primo approdo a Genova il movimento si scinse in tre direttrici, che si spostarono verso il Veneto, l’Emilia o la Toscana .
Questa eterogeneità non toccò però la liturgia del moto, descritta in diverse cronache locali, che forniscono maggiori informazioni sui suoi membri e sulle attività. Vestiti di bianco (si è ipotizzato inizialmente con sacchi della farina) e una croce rossa dipinta sulle vesti come segno di riconoscimento, scalzi e con i fianchi cinti da corde , percorrevano le città provocando continui miracoli di varia entità, grazie ai quali i flagellanti confermavano la vocazione ultraterrena della loro attività. L'aumentare della frequenza e dell'importanza dei miracoli registrati è proporzionato all'avvicinamento di queste processioni verso Roma, dove le attendeva un preoccupato papa Bonifacio IX.
La veloce diffusione del moto creò scompiglio tra le amministrazioni cittadine che ricevevano davanti alle mura delle città queste imponenti processioni. Abbiamo notizie di diversi vescovi e consigli comunali che rifiutarono (o tentarono di arginare quanto possibile) lo svilupparsi di questo movimento (tra cui Lucca e Firenze), per timore di destabilizzazioni politiche, accusando il movimento di essere eretico e i suoi fautori falsi preti. Al contrario, queste manifestazioni vennero sfruttate da altri comuni, che utilizzarono il tema religioso e pacificatorio per modificare gli statuti, inserendo norme a favore della concordia, e per impedire gli scontri tra le famiglie rivali. Le richieste del movimento infatti prevedevano anche la liberazione dei detenuti e il rientro nelle città dei banditi.
Finalmente giunto a Roma, il movimento non ebbe da subito vita facile: il pontefice non si fece persuadere dalle richieste dei penitenti, bloccando una prima processione proveniente dalla Lombardia. Solo la Cronica di Luca Dominici testimonia che il papa successivamente aprì le porte di Roma ai pellegrini e partecipando lui stesso delle manifestazioni, mostrando delle reliquie cristiane .
La fine del pellegrinaggio nella città eterna fu anche la fine del movimento: il papa indicette il Quarto Giubileo ordinario nel 1400, ufficializzando con questo gesto le richieste dei Bianchi. Si aggiunse una recrudescenza della peste, che si era diffusa aiutata sicuramente anche da queste imponenti manifestazioni.
La repentina e altrettanto veloce nascita e morte di questo moto penitenziale non impedì nei secoli successivi la nascita di confraternite e movimenti che presero spunto dal nome e dall'estetica di questo movimento, per quanto non sempre si rifecero alle richieste religiose dei primi Bianchi, diversificando o specificando le proprie attività. Diverse confraternite successive, come quella della Compagnia dei Bianchi della Giustizia di Napoli o della Compagnia del santissimo Crocifisso di Palermo si occuparono di prestare cure ai carcerati e ai condannati a morte, riprendendo in parte un tema importante per il movimento del 1399, cioè quello di aprire le prigioni e amnistiare i detenuti.

## Devozione popolare e attività politica
Diversi studi degli ultimi anni hanno evidenziato come molti di questi movimenti di pacificazione popolare (a titolo di esempio il Movimento dell'Alleluia o quello dei Flagellanti), anche precedenti a quello dei Bianchi, vennero sfruttati dalle autorità cittadine per i propri interessi politici.
Tra il XIII e il XIV secolo aumentò il numero di comuni che erano guidati dal Popolo, formazioni politiche che si erano imposte sulle vecchie casate magnatizie. Questi nuovi gruppi di potere utilizzavano moltissimo il tema della pax nella loro propaganda: uno dei principali segni di distinzione dalle vecchie realtà politiche era la volontà di vivere in pace e in armonia all'interno del comune e nei confronti dei comuni confinanti e a tale progetto risultavano assai funzionale un movimento popolare che chiedeva incessantemente la pace ed apparizioni divine che avallavano tali richieste. Oltre a rappresentazioni tramite immagini (continuo utilizzo del colore bianco e della figura dell'agnello come Agnus dei in contrapposizione al lupo), queste nuove organizzazioni politiche imposero statuti comunali dove la pace era uno dei principali ideali da perseguire .